# Gaspard Ulliel
Gaspard Thomas Ulliel (Neuilly-sur-Seine, 25 de noviembre de 1984 - Grenoble, 19 de enero de 2022) fue un actor y modelo francés, conocido por interpretar Hannibal Lecter en Hannibal, el origen del mal (2007), y al diseñador de moda francés Yves Saint Laurent en  la película Saint Laurent (2014). También fue conocido por ser el embajador del perfume Bleu de Chanel durante doce años. Su última aparición en la televisión fue como Anton Mogart / Midnight Man en Moon Knight (2022), una miniserie para Disney+ de Marvel Studios.

## Trayectoria
Gaspard Thomas Ulliel nació el día 25 de noviembre de 1984 en la aristocrática ciudad de Neuilly-sur-Seine, un suburbio ubicado al oeste de París, como hijo único del matrimonio conformado por Serge y Christine Ulliel. Su abuela paterna era de ascendencia italiana y española. 
Gaspard era proveniente de una familia con raíces en la industria de la moda, al finalizar sus estudios de secundaria, estudió cine en la Universidad de París VIII y trabajó alternadamente como modelo masculino y luego como actor. Su carrera como actor comenzó en la televisión en 1997 con Mission protection rapprochée y cortometrajes. Después realizó un pequeño papel en El pacto de los lobos, en la cual destacan los actores Monica Bellucci y Vincent Cassel.
Su primer papel importante fue en 2002, se llamó Embrassez qui vous voudrez (Besen a quien quieran), una película de Michel Blanc, con el personaje de Loïc. Ganó por esta película el «Prix des Lumieres» y la «Estrella de Oro» al mejor actor novel.
Su siguiente papel destacado fue como Yvan, el amante de Emmanuelle Béart en Fugitivos (Les Égarés), dirigida por André Téchiné.
Protagonizó Un long dimanche de fiançailles (Largo domingo de noviazgo) al lado de Audrey Tatou, y participó en Paris, je t'aime, pero su despegue internacional fue como protagonista de Hannibal, el origen del mal, último filme de la saga de Hannibal Lecter y que realmente es una precuela, ya que se remonta a la infancia y juventud de Lecter. También interpretó al diseñador de moda Yves Saint Laurent en la película Saint Laurent (2014) de Bertrand Bonello.
En 2016 participó en la película Juste la fin du monde de Xavier Dolan. Por aquel trabajo ganó un premio César en la categoría de mejor actor y fue nominado a los premios Lumière y Globe de Cristal. Era conocido por encarnar papeles de galanes excéntricos y rebeldes con rasgos villanos.
Apareció en varios spots comerciales de marcas reconocidas de productos personales.
Fue el rostro de la fragancia masculina Bleu de Chanel durante doce años, desde 2010 hasta su muerte en 2022.

## Muerte
Falleció en Grenoble el 19 de enero de 2022. El día anterior sufrió una lesión cerebral como resultado de un accidente de esquí al tropezar con otro esquiador cuando ingresaba a una intersección en las pistas. Fue trasladado al hospital de Grenoble, donde falleció por consecuencia de sus heridas.
El 25 de febrero de 2022, Ulliel fue homenajeado durante la ceremonia de los premios César, donde el director Xavier Dolan le dedicó un discurso de diez minutos.
Su última pareja conocida públicamente era la modelo francesa Gaëlle Piétri desde 2013 hasta 2020. En 2016, Piétri dio a luz a un niño llamado Orso, el primer y único hijo de Gaspard, y que nació el día sábado 12 de enero de ese año en Francia.

## Filmografía
| Año  | Película                                            | Rol                         | Otras notas          |
| ---- | --------------------------------------------------- | --------------------------- | -------------------- |
| 1997 | Mission protection rapprochée                       |                             | Film para televisión |
| 1998 | Bonnes vacances                                     | Joel                        | Film para televisión |
| 1999 | Alias                                               | Nicolas Trajet              |                      |
| 1999 | La bascule                                          | Olivier Baron               | Film para televisión |
| 1999 | Juliette                                            | Nicolas Dastier             | Film para televisión |
| 2000 | Julien l'apprenti                                   | 14-year-old Julien          | Film para televisión |
| 2001 | El pacto de los lobos                               | Louis                       |                      |
| 2001 | L'oiseau rare                                       | Gaspard                     | Film para televisión |
| 2001 | La máscara del faraón                               |                             |                      |
| 2002 | Besen a quien quieran                               | Loïc                        |                      |
| 2003 | Strayed                                             | Jean Delgas                 |                      |
| 2004 | Las maletas de Tulse Luper, Part 2: Vaux to the Sea | Leon                        |                      |
| 2004 | Largo domingo de noviazgo                           | Manech Langonnet            |                      |
| 2004 | Le Dernier Jour                                     | Simon                       |                      |
| 2005 | La maison de Nina                                   | Izik                        |                      |
| 2006 | Paris, je t'aime                                    | Gaspard                     |                      |
| 2007 | Jacquou le Croquant                                 | Jacquou                     |                      |
| 2007 | Hannibal, el origen del mal                         | Hannibal Lecter             |                      |
| 2007 | L'inconnu                                           |                             |                      |
| 2008 | La tercera parte del mundo                          | François                    |                      |
| 2008 | Un dique contra el Pacífico                         | Joseph                      |                      |
| 2009 | Le Premier Cercle                                   | Anton Malakian              |                      |
| 2009 | The Vintner's Luck                                  | Xas                         |                      |
| 2009 | Ultimátum                                           | Nathanael                   |                      |
| 2010 | La Princesse de Montpensier                         | Conde de Guisa              |                      |
| 2011 | The Art of Love                                     | William                     |                      |
| 2012 | A Greek Type of Problem                             | Balthazar                   |                      |
| 2012 | Rise of the Guardians (Les Cinq Légendes)           | Francés voz de Jack Frost   |                      |
| 2014 | Saint Laurent                                       | Yves Saint Laurent          |                      |
| 2016 | Juste la fin du monde                               | Louis                       |                      |
| 2022 | Coma                                                | Scott                       | Voz                  |
| 2022 | Más que nunca                                       |                             |                      |
| Año  | Programa de televisión                              | Rol                         | Otras notas          |
| 1999 | Le refuge                                           | Quentin                     | "La Finette"         |
| 2004 | Navarro                                             | Thierry Morlaas             | "La Machination"     |
| 2022 | Moon Knight                                         | Anton Mogart / Midnight Man | Miniserie            |